# Masclat
Masclat település Franciaországban, Lot megyében. Lakosainak száma 356 fő (2022. január 1.). Masclat Saint-Julien-de-Lampon, Sainte-Mondane, Fajoles és Lamothe-Fénelon községekkel határos.

## Népesség
A település népességének változása:
| Lakosok száma | 326  | 282  | 287  | 319  | 348  | 354  | 361  | 362  | 360  | 356  |
|               | 1968 | 1982 | 1990 | 2006 | 2013 | 2015 | 2017 | 2019 | 2020 | 2022 |